# Première guerre civile anglaise
Première guerre civile anglaise
Batailles
- Edgehill

1643
- Adwalton Moor
- Newbury (1)

1644
- Marston Moor
- Lostwithiel
- Newbury (2)
- Taunton

1645
- Naseby
- Langport

1646
- Torrington
- Oxford

La Première guerre civile anglaise (1642 – 1646) est le premier épisode de la Première révolution anglaise. Il s'agit d'une série de conflits entre les forces des parlementaires et des royalistes. Les deux autres épisodes sont la Deuxième guerre civile anglaise (1648 – 1649) et la Troisième guerre civile anglaise (1649 – 1651).

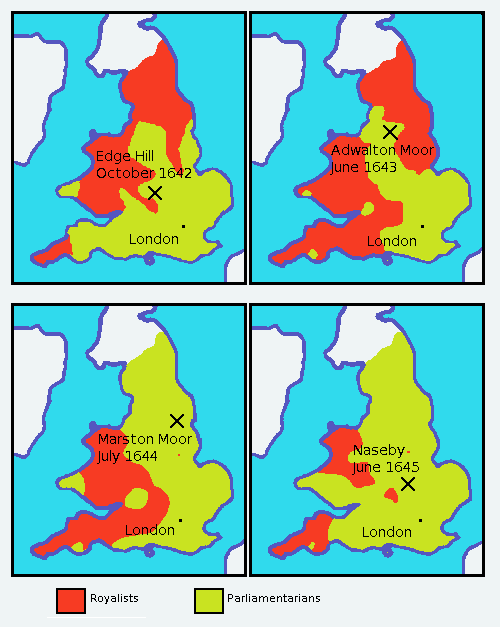
Les positions royalistes sont en rouge et les parlementaires, en vert (1642-1645).

## Histoire
On utilise conventionnellement le nom de guerre civile anglaise (1642-1651) pour se référer collectivement à la guerre civile en Angleterre et à la guerre civile écossaise, qui commence avec le soulèvement contre le roi Charles Ier à Nottingham le 22 août 1642, et se termine le 3 septembre 1651 à la bataille de Worcester,. Il y avait une certaine résistance royaliste organisée et continue en Écosse, qui a duré jusqu'à la capitulation du château de Dunnottar devant les troupes du Parlement en mai 1652, mais cette résistance n'est pas habituellement incluse dans le cadre de la guerre civile anglaise. La guerre civile anglaise peut être divisée en trois parties : la Première guerre civile anglaise (1642 – 1646), la Deuxième guerre civile anglaise (1648 – 1649), et la Troisième guerre civile anglaise (1649 – 1651).
La guerre civile a opposé pour l'essentiel les Cavaliers, soutenant le roi Charles Ier, aux Têtes rondes, dirigées par Oliver Cromwell et partisans du Parlement. Toutefois, comme dans de nombreuses guerres civiles, les loyautés se déplacèrent pour des raisons diverses, et les deux partis ont sensiblement changé au cours des conflits. Pendant la plupart de ce temps, les guerres confédérées irlandaises, une autre guerre civile, se sont poursuivies en Irlande, en commençant par la rébellion irlandaise de 1641 et se terminant avec la conquête de l'Irlande par Cromwell. Ces incidents n'avaient peu ou pas de connexion directe avec celles de la guerre civile anglaise, mais les guerres étaient inextricablement mélangées, et faisait partie d'une série liée de conflits et de guerres civiles entre 1639 et 1652 dans les royaumes d'Angleterre, d'Écosse et en Irlande, qui avaient le même monarque, mais étaient des pays distincts dans l'organisation politique. Ces conflits sont également connus comme les guerres des Trois Royaumes par certains historiens récents, dans le but d'avoir une vision d'ensemble, plutôt que de traiter des parties d'autres conflits comme toile de fond de la guerre civile anglaise.